# Robert W. Upton

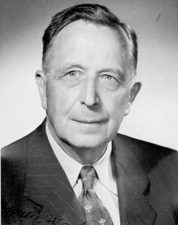
Robert W. Upton

Robert William Upton (* 3. Februar 1884 in Boston, Massachusetts; † 28. April 1972 in Concord, New Hampshire) war ein US-amerikanischer Politiker (Republikanische Partei). Er vertrat den Bundesstaat New Hampshire im US-Senat.
Nach dem Besuch der öffentlichen Schulen studierte Upton an der Law School der Boston University und graduierte dort 1907. Im selben Jahr wurde er in die Anwaltskammern von Massachusetts und New Hampshire aufgenommen und begann in Concord als Jurist zu praktizieren. Im Jahr 1911 wurde Upton ins Repräsentantenhaus von New Hampshire gewählt. Dem Verfassungskonvent des Staates gehörte er als Delegierter 1918, 1930 und 1938 sowie als dessen Präsident 1948 an.
Nach dem Tod von US-Senator Charles W. Tobey am 24. Juli 1953 wurde Robert Upton am 14. August desselben Jahres als dessen kommissarischer Nachfolger in den Kongress berufen. Für die Nachwahl wurde er von den Republikanern jedoch nicht nominiert, sodass er seinen Sitz am 7. November 1954 wieder abtreten musste.
Upton arbeitete danach wieder als Jurist. 1956 gehörte er einer in Bonn tagenden Gnaden- und Bewährungskommission für Kriegsverbrecher (Mixed Parole and Clemency Board) an; noch im selben Jahr wurde er als Sonderbotschafter der USA nach Liberia entsandt. 1970 ging er in den Ruhestand; zwei Jahre später starb Robert Upton in Concord.